# Lawrencega
Genre
Lawrencega est un genre de solifuges de la famille des Melanoblossiidae.

## Distribution
Les espèces de ce genre se rencontrent en Namibie et en Afrique du Sud.

## Liste des espèces
Selon Solifuges of the World (version 1.0) :
- Lawrencega hamiltoni Lawrence, 1972
- Lawrencega hewitti (Lawrence, 1929)
- Lawrencega longitarsis Lawrence, 1967
- Lawrencega minuta Wharton, 1981
- Lawrencega procera Wharton, 1981
- Lawrencega solaris Wharton, 1981
- Lawrencega tripilosa Lawrence, 1968

## Publication originale
- Roewer, 1933 : Solifuga, Palpigrada. Dr. H.G. Bronn's Klassen und Ordnungen des Thier-Reichs, wissenschaftlich dargestellt in Wort und Bild. Akademische Verlagsgesellschaft M. B. H., Leipzig. Fünfter Band: Arthropoda; IV. Abeitlung: Arachnoidea und kleinere ihnen nahegestellte Arthropodengruppen, vol. 2/3, p. 161–480 (texte intégral).